# Thomas S. Ray

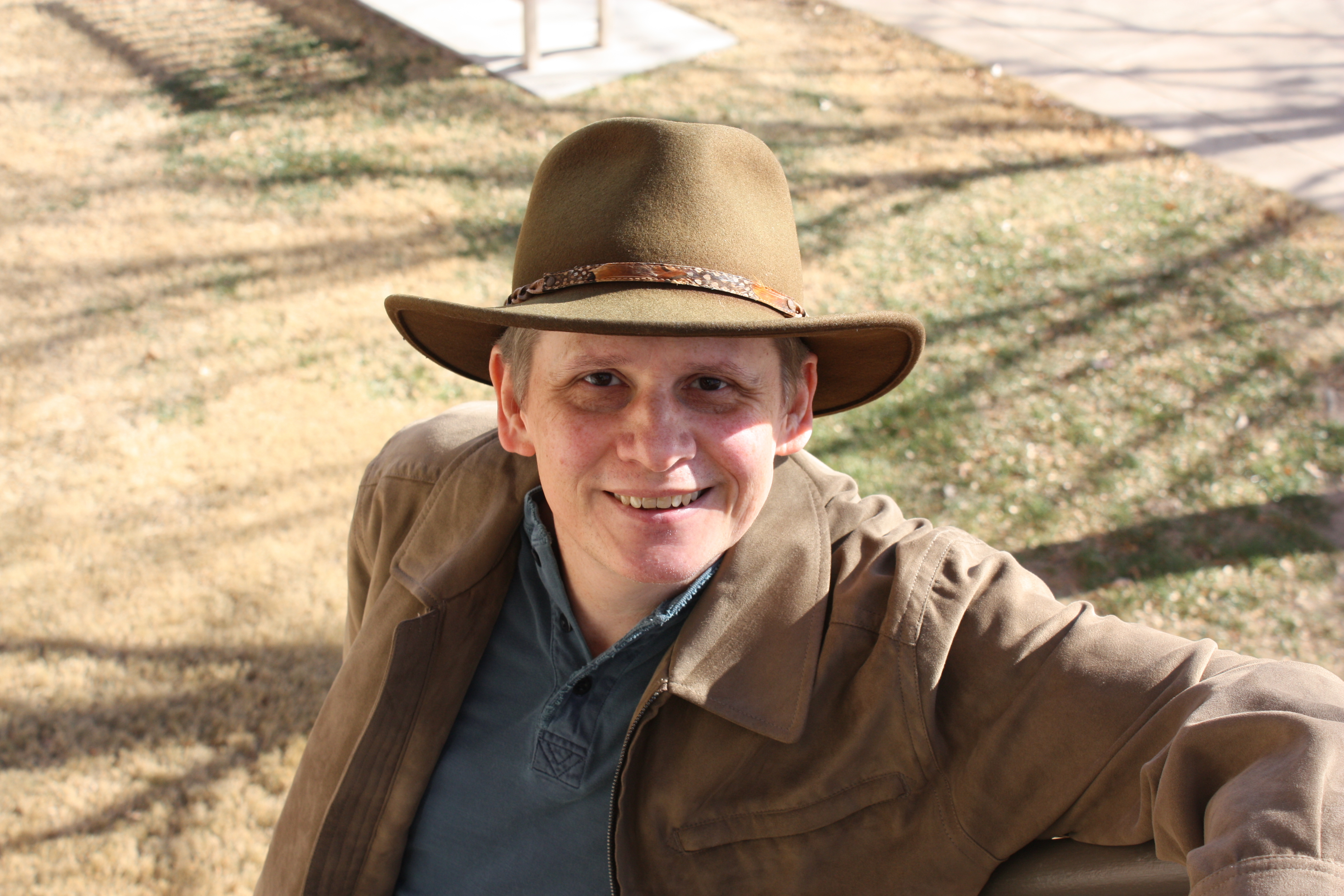
Thomas S. Ray im Januar 2011

Thomas Shelby Ray (besser bekannt als Tom Ray, * 1954) ist ein US-amerikanischer Theoretischer Biologe und Informatiker.
Thomas S. Ray hat einen Master- und einen Doktortitel der Harvard University für Biologie. In den Jahren 1990–2001 hat er sich mit künstlichem Leben und künstlicher Evolution am Computer auseinandergesetzt und hat dabei das Programm Tierra entwickelt. Tierra ist eine virtuelle Umgebung, in der sich selbstreplizierbare Programme durch eine simulierte Evolution verändern und weiterentwickeln.
Seit August 1998 ist er Professor für Zoologie und Informatik an der University of Oklahoma.